# Xue Ruihong
Dit is een Chinese naam; de familienaam is Xue.
Xue Ruihong (Qiqihar, Heilongjiang (China), 4 april 1968) is een voormalig langebaanschaatsster uit China.
Xue was een sprinster met voorkeur voor de 500 meter. Midden jaren 90 was ze wereldtop en streed ze mee om de medailles. Bij het WK Sprint van 1994 in Calgary kon ze het verlies op de 1000 meter beperkt houden en schaatste zodoende naar haar eerste eerste internationale medaille, kleur brons.
In 1996 werd ze kampioen op de 500 meter bij de Aziatische Winterspelen die gehouden werden in Harbin. Een jaar later won ze ook de 500 meter bij de WK Afstanden van 1997 in Warschau. Dit resultaat herhaalde ze bij de Aziatische Winterspelen van 1999 in Chuncheon. Ze won naast het goud op de 500 meter ook goud op de 1000 meter.
Xue Ruihong nam eenmaal deel aan het WK Allround, op haar favoriete afstand, eindigde als vierde.

## Resultaten
| Jaar | Aziatische Winterspelen | Olympische Spelen  | Wereld Beker       | WK Afstanden     | WK Allround | WK Sprint |
| ---- | ----------------------- | ------------------ | ------------------ | ---------------- | ----------- | --------- |
| 1990 | 5e 500m 5e 1000m        |                    |                    |                  |             |           |
| 1991 |                         |                    |                    |                  |             |           |
| 1992 |                         | 13e 500m 27e 1000m |                    |                  |             |           |
| 1993 |                         |                    | 13e 500m 25e 1000m |                  | NC27        | 18e       |
| 1994 |                         | 4e 500m 12e 1000m  | 16e 500m 21e 1000m |                  |             | Brons     |
| 1995 |                         |                    | 18e 500m 37e 1000m |                  |             | 10e       |
| 1996 | 500m · 4e 1000m         |                    | 20e 500m 53e 1000m |                  |             | 9e        |
| 1997 |                         |                    | 500m · 7e 1000m    | 500m · 17e 1000m |             | Zilver    |
| 1998 |                         | 14e 500m 28e 1000m | 9e 500m 26e 1000m  |                  |             | 12e       |
| 1999 | 500m · 1000m            |                    | 12e 500m 23e 1000m |                  |             | 21e       |

NC27 = niet gekwalificeerd voor de laatste afstand, maar wel als 27e geklasseerd in de eindrangschikking

### Medaillespiegel
| Kampioenschap           | Goud · | Zilver · | Brons · |
| ----------------------- | ------ | -------- | ------- |
| Aziatische Winterspelen | 3      | 0        | 0       |
| Wereldbeker             | 1      | 0        | 0       |
| WK Afstanden            | 1      | 0        | 0       |
| WK Sprint               | 0      | 1        | 1       |

## Persoonlijke records
| Afstand    | Tijd    | Datum            | Baan    |
| ---------- | ------- | ---------------- | ------- |
| 500 meter  | 38,77   | 21 februari 1999 | Calgary |
| 1000 meter | 1.19,36 | 22 november 1997 | Calgary |
| 1500 meter | 2.17,01 | 7 februari 1993  | Berlijn |
| 3000 meter | 4.57,46 | 6 december 1990  | Harbin  |